# Krzysztof Meyer
Krzysztof Meyer (Cracòvia, 11 d'agost, 1943) és un compositor, pianista i estudiós de la música polonès, anteriorment degà del Departament de Teoria de la Música (1972–1975) de l'Escola Estatal de Música (ara Acadèmia de Música de Cracòvia) i president de la Unió de Compositors Polonesos (1985–1989). Meyer va ser professor de composició a la Facultat de Música de Colònia de 1987 a 2008, abans de la seva jubilació.

## Biografia
Meyer quan era nen tocava el piano i l'orgue, i va començar els seus estudis de composició ben aviat, el 1954, amb Stanisław Wiechowicz. Després, a l'Escola Estatal de Música de Cracòvia, va continuar estudiant amb Wiechowicz, i després de la mort d'aquest el 1963, es va diplomar amb Krzysztof Penderecki (1965). També va estudiar solfeig (diplomat el 1966). A París, va fer cursos amb Nadia Boulanger (1964, 1966 i 1968) i, a Varsòvia, es va convertir en alumne particular de Witold Lutosławski.
La seva Simfonia núm. 1 va ser la seva primera obra que es va interpretar, a Cracòvia l'any 1964. L'any 1965, quan encara era estudiant, va debutar a la "Tardor de Varsòvia", com el compositor més jove de la història del festival (Quartet de corda núm. 1). Va quedar fascinat per l'avantguarda, no només com a compositor: del 1965 al 1967, com a membre de "MW2 Ensemble", va interpretar peces experimentals, típiques dels anys seixanta, a Polònia i en alguns països d'Europa occidental. Més tard, va continuar sent actiu com a pianista, interpretant sobretot les seves pròpies obres o tocant música de cambra.
De 1966 a 1987, Meyer va ensenyar teoria a l'Escola Estatal de Música (ara Acadèmia de Música de Cracòvia), ocupant la presidència del Departament de Teoria de la Música de 1972 a 1975. De 1987 a 2008, va ser professor de composició al Col·legi per a la música a Colònia.
Des de 1985 i 1989, va ser el president de la Unió de Compositors Polonesos. Durant 14 anys (1974–1988), va participar en el treball del Comitè de Repertori del Festival Internacional de Música Contemporània "Tardor de Varsòvia". És membre del "Collegium Invisibile".

## Música
En les seves primeres composicions (Quartets de corda núms. 1–4, Simfonies núm. 1–3), Meyer va experimentar amb sonoritats poc convencionals, típiques de la música d'avantguarda polonesa dels anys seixanta. Va utilitzar la tècnica de dotze tons, encara que lliurement, així com la tècnica aleatòria i el collage. Tots aquests apareixen a la seva primera òpera, Cyberiada, amb un llibret de ciència-ficció The Cyberiad de Stanisław Lem.
En obres posteriors, Meyer va limitar gradualment la multitud d'idees sonores. Cada cop es va centrar més en el drama i l'expressió tal com s'entenen d'una manera tradicional encara que evitant els efectes romàntics. L'estil de les obres posteriors de Meyer reflecteix el seu interès per la tradició; fins i tot el seu ús de títols com "quartet de corda", "sonata", "concert", "simfonia" són indicadors de la tendència tradicional de la seva estètica. "Hi ha textures i timbres contemporanis, però solen ser incidentals a un llenguatge en el qual els estiraments tonals i els senyals familiars regeixen el flux i l'estructura generals."

La música de cambra ocupa un lloc privilegiat en la seva producció.
| « | "El que li atrau en aquestes peces és el fet que són perfectes per crear 'puzles sonors', fent referència a 'l'exercici aritmètic ocult de l'ànima, que no sap que compta', com va descriure Leibnitz l'essència de En són exemples la variació dels tempi del Quartet de corda núm. 11 o els canvis de ritme del Quartet de corda núm. 10. Algunes peces per a grans conjunts es poden escoltar com a comentari musical d'un esdeveniment polític o de reflexió existencial. Aquests temes són insinuats pels subtítols i les cites (Simfonia núm. 6 'polonesa', referida a l'atmosfera de la llei marcial a Polònia de 1981 a 1983) o l'ús del text (Simfonia núm. 8, amb la lletra de la poemes antisemites d'Adam Zagajewski "El missatge catastròfic" de l'oratori "La creació del món" s'explica a través del text però la seva expressió s'aconsegueix a través de la música." | » |

## Premis seleccionats
- Primer premi per a la Simfonia núm. 3 (1968) al Concurs de compositors Grzegorz Fitelberg[2]
- Prix de Composition Musicale de la Fundació Prince Pierre de Monaco per a l'òpera Cyberiada (1970)[2]
- Menció especial a la Tribune Internationale des Compositeurs UNESCO de París per al Quartet de corda núm. 2 (1970) i el Quartet de corda núm. 3 (1976)[2]
- Primer premi al Concurs Karol Szymanowski de Varsòvia per a la Simfonia núm. 4[2]
- Premi Herder (Viena, 1984)[2]
- Premi de la Unió de Compositors Polonesos (1992)[2]
- Premi Jurzykowski (Nova York, 1993)[2]
- Johann-Stamitz-Preis (Mannheim, 1996)[2]

## Assajos i escrits professionals
- Krzysztof Meyer, Schostakowitsch – Sein Leben, sein Werk, seine Zeit, Bergisch Gladbach 1995; també: París 1994, Amsterdam 1996, Madrid 1997, Sant Petersburg 1998, Varsòvia 1999, Moscou 2006, Mainz 2008. [Orig. en polonès 1973.]
- Krzysztof Meyer, Witold Lutosławski (amb Danuta Gwizdalanka), Cracòvia 2003 (vol. 1), 2004 (vol. 2)
- Krzysztof Meyer, Dmitri Schostakowitch. Erfahrungen, Leipzig 1983
- Krzysztof Meyer, Prokofjew und Schostakowitsch, a: Informe sobre el simposi internacional "Sergei Prokofiev - Aspectes del seu treball i biografia", Regensburg 1993, pàg. 111–133
- Krzysztof Meyer,  Analyse musikalischer Form in psychologischer Hinsicht, in: Musikpädagogik als Aufgabe, Kassel 2003

i nombrosos articles publicats a Polònia ia l'estranger.